# Pavlo Lazarenko
Pavlo Ivanovytj Lazarenko (ukrainska: Павло Іванович Лазаренко), född 23 januari 1953 i Karpivka i Dnepropetrovsk oblast då i Ukrainska SSR, Sovjetunionen), är en ukrainsk politiker. Han var 28 maj 1996–2 juli 1997 Ukrainas premiärminister och Dnipropetrovsks guvernör åren 1992-1994. 1994 bildade han tillsammans med Oleksandr Turtjynov det politiska partiet Hromada.
Lazarenko satt fängslad i USA fram till 2012 när han släpptes villkorligt och sedan deporterades till Ukraina. I Ukraina ställdes han inför rätta för anklagelser om att ha tagit emot mutor i utbyte mot affärsförmåner under sin tid som premiärminister på 1990-talet. Han dömdes 2018 till ytterligare 9 år i fängelse för dessa anklagelser.
Lazarenko var 2012-2013 tillsammans med den tidigare premiärministern Julia Tymosjenko misstänkt för inblandning i mordet på Jevgen Sjtjerban, hans fru Nadia Nikitina och ytterligare två personer. De skulle enligt anklagelserna ha betalat för att få dem mördade.[uppföljning saknas]

## Kleptokraternas tio-i-topp
2004 släppte Transparency International Kleptokraternas tio-i-topp, en lista över vilka statsledare som berikat sig mest under modern tid i ordning efter stulna belopp. På 8:e plats fanns Lazarenko med 114–200 miljoner dollar.